# Teotihuacán de Arista
Teotihuacán de Arista is een stadje in de Mexicaanse deelstaat Mexico met 21.577 inwoners (census 2005). De plaats is de hoofdplaats van de gemeente Teotihuacán. Teotihuacán de Arista ligt vlak bij de bekende precolumbiaanse stad Teotihuacán.
De plaats is gesticht door de Spaanse veroveraars als San Juan Teotihuacán en is later genoemd naar Mariano Arista.

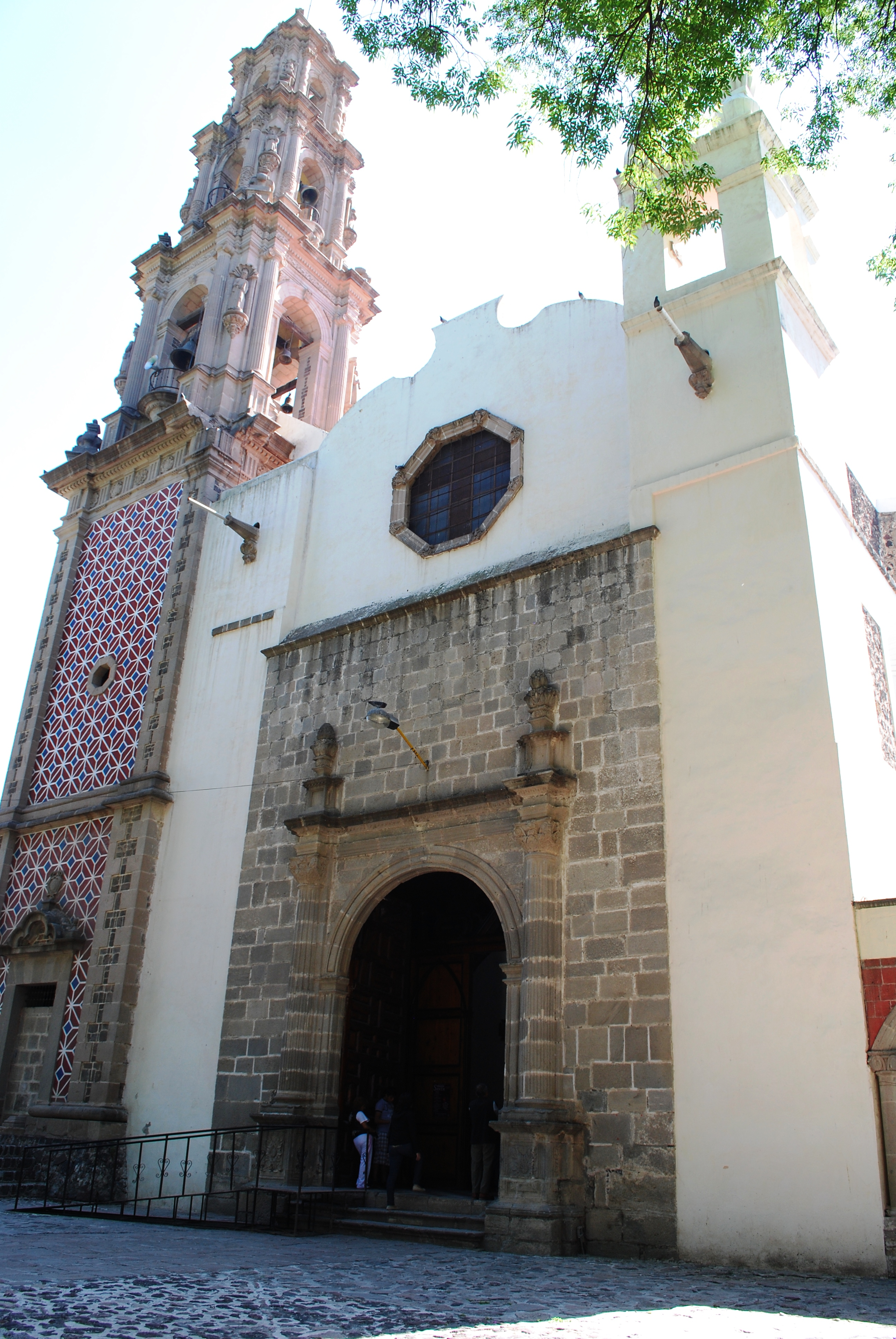
Kerk in Teotihuacán de Arista
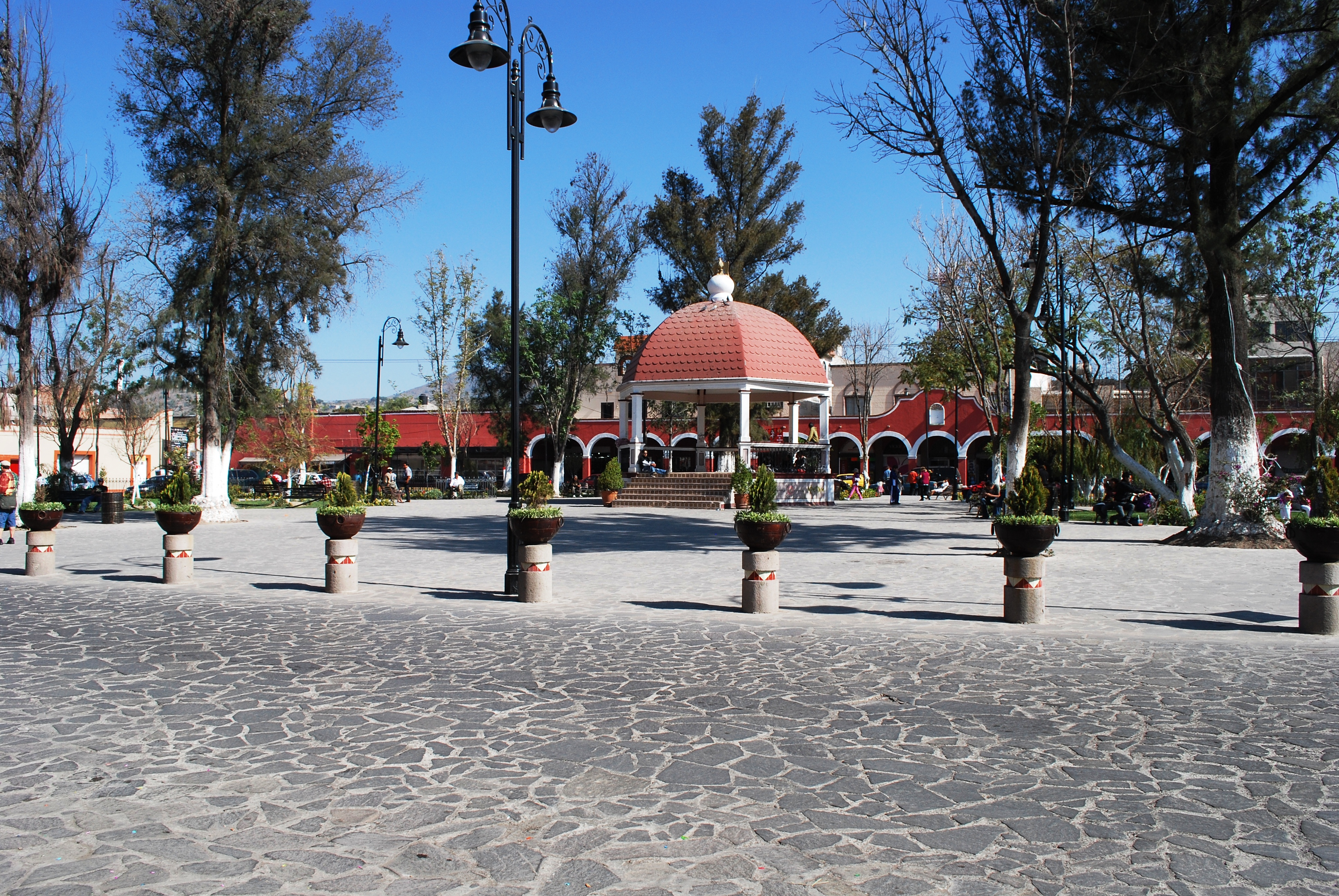
Plein in Teotihuacán de Arista